# Masud Gharahkhani

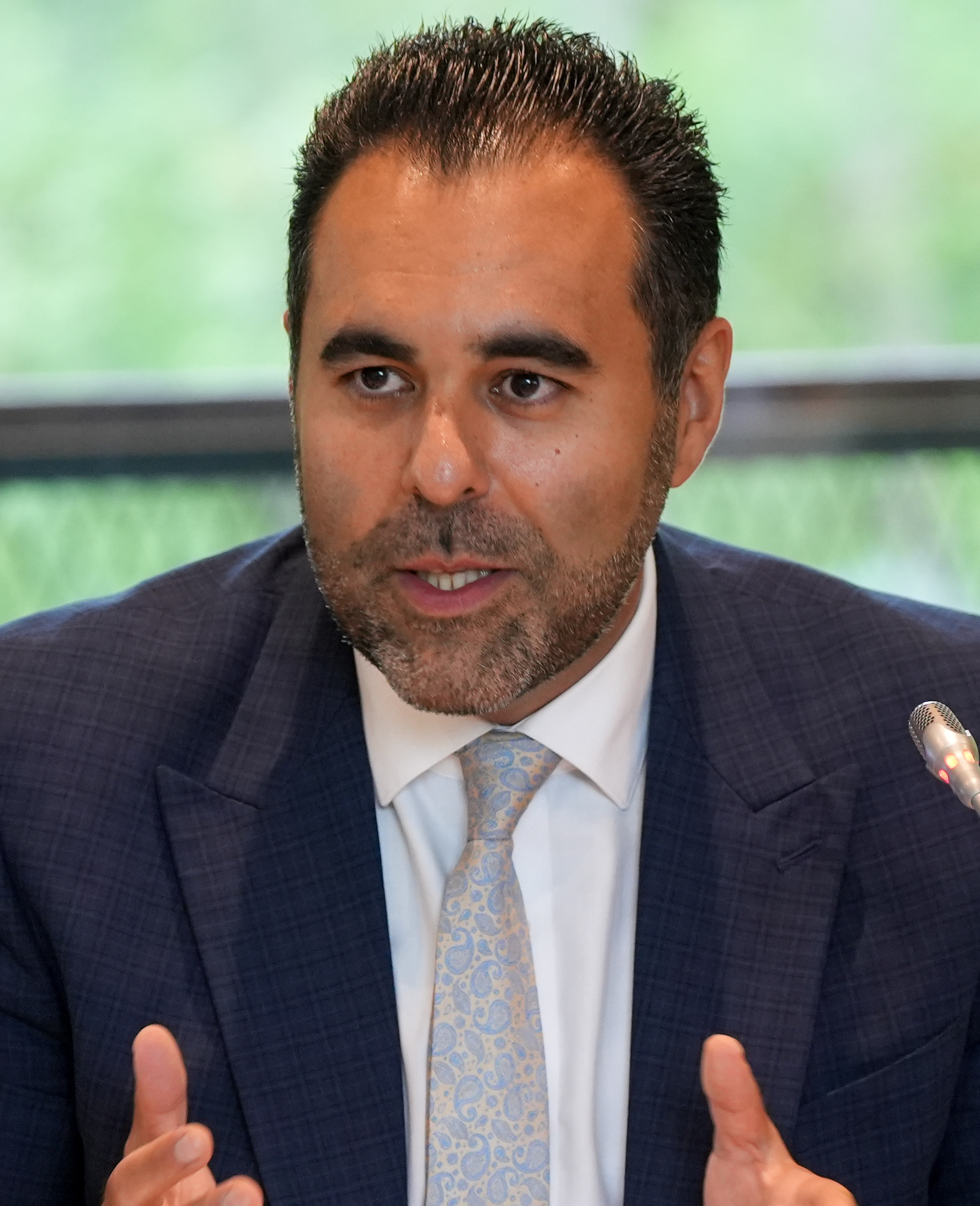
Masud Gharahkhani, 2024

Masud Gharahkhani (* 22. September 1982 in Teheran, Iran) ist ein norwegischer Politiker der sozialdemokratischen Partei Arbeiderpartiet (Ap). Seit 2017 ist er Abgeordneter im Storting. Im November 2021 wurde er zum Stortingspräsidenten gewählt.

## Leben
Gharahkhani kam in der iranischen Hauptstadt Teheran zur Welt. Mit seinen Eltern floh er 1987 im Alter von vier Jahren über die Türkei nach Norwegen. Dort wuchs er in der Ortschaft Skotselv in der Kommune Øvre Eiker auf. Sein Vater wurde in der Gemeinde lokalpolitisch aktiv. Masud Gharahkhani ist ausgebildeter Radiograph und arbeitete von 2003 bis 2008 in einem Krankenhaus. In den Jahren 2004 bis 2007 war er der Vorsitzende der Jugendorganisation Arbeidernes Ungdomsfylking (AUF) in der damaligen Provinz Buskerud.
In der Legislaturperiode zwischen 2007 und 2011 war er Mitglied im Fylkesting von Buskerud und dem Kommunalparlament von Øvre Eiker. Im Jahr 2011 wurde er in das Drammener Kommunalparlament gewählt. In der Wahl zum Bürgermeister unterlag er dem Kandidaten der Høyre. Bei der Parlamentswahl 2009 verpasste Gharahkhani den Einzug ins norwegische Nationalparlament Storting. Bei der Wahl 2017 konnte er schließlich ein Mandat erhalten. Im Storting vertritt er den Wahlkreis Buskerud und wurde zunächst Mitglied im Familien- und Kulturausschuss. Im Januar 2018 wechselte er in den Kommunal- und Verwaltungsausschuss. Nach der Stortingswahl 2021 wurde Gharahkhani zweiter stellvertretender Vorsitzender des Wirtschaftsausschusses und Mitglied im Fraktionsvorstand der Arbeiderpartiet-Gruppierung.
Am 25. November 2021 wurde er als Nachfolger seiner zurückgetretenen Parteikollegin Eva Kristin Hansen zum Präsident des Stortings gewählt. Zugleich endete seine Zeit im Fraktionsvorstand sowie im Wirtschaftsausschuss. Stattdessen wurde er Vorsitzender des Wahlausschusses.
Im Oktober 2022 veröffentlichte er die Autobiografie Norge i mitt hjerte.

## Positionen

### Einwanderung
Im Jahr 2011 erklärte er, dass Kinder ab vier Jahren auf ihre Sprachfähigkeiten getestet werden sollten, da es nicht akzeptabel sei, wenn sie eingeschult werden, ohne die norwegische Sprache zu beherrschen. Im Februar 2011 äußerte er, dass Eltern, die ihre Kinder in ausländische Koranschulen schicken, mit Strafen belegt werden sollten. Im April 2020 wurde er unter anderem von Parteimitgliedern dafür kritisiert, dass er als einwanderungspolitischer Sprecher seiner Partei gegen die Aufnahme von Waisenkindern aus dem Flüchtlingslager Moria eintrat.

### Iran
Gharahkhani äußerte im Anschluss an den Tod der 22-jährigen Iranerin Mahsa Amini im September 2022 mehrfach Kritik an der Islamischen Republik Iran. Amini war von der iranischen Sittenpolizei festgenommen worden, da sie den Hidschāb in der Öffentlichkeit nicht korrekt getragen habe, und drei Tage nach ihrer Festnahme gestorben. Gharahkhani kritisierte unter anderem die Einschränkung des Internets, mit der er auf die im Iran stattfindenden Proteste reagiert wurde. Auf seine bei Twitter getätigten Äußerungen hin wurde Norwegens Botschafter in Teheran mit der Begründung, dass Gharahkhani sich in interne iranische Angelegenheiten einmische, einbestellt. In einem Interview mit iranischen Oppositionsmedium sprach er sich für das Ende der Regierungszeit von Ali Chamenei aus. Daraufhin wurde im November 2022 im Iran erneut der norwegische Botschafter Sigvald Hauge einbestellt.

## Werke
- 2022: Norge i mitt hjerte